# Araespor quinquepustulatus
Araespor quinquepustulatus är en skalbaggsart som först beskrevs av Xavier Montrouzier 1861.  Araespor quinquepustulatus ingår i släktet Araespor och familjen långhorningar. Inga underarter finns listade.